# Михаел I фон Вертхайм
Михаел I фон Вертхайм (на немски: Michael I von Wertheim; * 1400; † 25 юли 1440, Бройберг) е граф на Вертхайм (1407 – 1440) и бургграф на Милтенбер.

## Произход
Той е син на граф Йохан I фон Вертхайм († 23 юни 1407) и втората му съпруга принцеса Гута фон Тек († 10 януари 1409), дъщеря на херцог Фридрих III фон Тек († 1390) и Анна фон Хелфенщайн († 1392). Брат е на нежените Линхарт († 1437), Томас († 6 ноември 1444) и на Катарина († 23 март 1419), омъжена за граф Георг фон Хенеберг-Рьомхилд († 25 юли 1465). По-големият му полубрат е Йохан II фон Вертхайм (* ок. 1360; † сл. 29 март 1444).
Михаел I умира на 25 юли 1440 г. в Бройберг на 40 години и е погребан в градската църква на Вертхайм.

## Фамилия
Михаел I се жени пр. 26 януари 1413 г. за София фон Хенеберг (* 1395; † 14 декември 1441), дъщеря на граф Фридрих I фон Хенеберг-Ашах (* 1367; † 24 септември 1422) и графиня Елизабет фон Хенеберг-Шлойзинген (* ок. 1390; † 14 ноември 1444). Те имат децата:
- Михаел
- Барбара (* ок. 1410; † сл. 1453), омъжена пр. 9 март 1440 г. за граф Фолрад I фон Валдек († 1475)
- Фридрих († 20 август 1438)
- Вилхелм I (* 1421; † 1 май 1482), граф на Вертхайм, женен пр. 4 януари 1448 г. за Агнес фон Изенбург-Бюдинген (* 1448; † сл. 1497), дъщеря на граф Дитер I фон Изенбург-Бюдинген и Елизабет фон Золмс-Браунфелс
- Амелия, омъжена I. за Виланд фон Фрайберг (* 1400; † 14 януари 1439); II. на 10 май 1440 г. за Ото Шенк фон Ербах (* ок. 1422; † 28 март 1468), син на Еберхард X фон Ербах
- София
- Гута (Ута) († 1495), омъжена за Албрехт фон Ринах
- Еразмус
- Георг
- Елизабет
- Катарина